# Constance Le Grip
Constance Le Grip (ur. 14 listopada 1960 w Chatou) – francuska polityk, posłanka do Parlamentu Europejskiego VII i VIII kadencji, deputowana do Zgromadzenia Narodowego.

## Życiorys
Constance Le Grip ukończyła studia politologiczne na Université Panthéon-Sorbonne, kształciła się też w instytutach nauk politycznych w Strasburgu i Paryżu. Była doradcą parlamentarnym posła Alaina Lamassoure, pracowała też w gabinecie politycznym Nicolasa Sarkozy'ego w okresie pełnienia przez tegoż funkcji ministra spraw wewnętrznych. Od 2001 do 2008 zasiadała w radzie miejskiej Neuilly-sur-Seine. W 2007 została zastępcą poselskim deputowanego prawicy Didiera Julii. W 2009 prezydent Nicolas Sarkozy powołał ją na funkcję doradcy ds. kontaktów z parlamentem.
W 2009 została wpisana na 6. miejsce regionalnej listy Unii na rzecz Ruchu Ludowego w wyborach do Europarlamentu. UMP w tym okręgu uzyskała pięć miejsc w PE, Constance Le Grip mandat europosła objęła 10 lutego 2010, zastępując Michela Barniera. Przystąpiła do grupy Europejskiej Partii Ludowej. W 2014 z powodzeniem ubiegała się o europarlamentarną reelekcję.
W 2017 z ramienia powstałych na bazie UMP Republikanów została natomiast wybrana do Zgromadzenia Narodowego XV kadencji. W 2022 związała się z prezydenckim ugrupowaniem LREM. W tym samym roku z powodzeniem ubiegała się o poselską reelekcję. Mandat deputowanej utrzymała także w 2024.